# Найэд, Диана
Диана Найэд (англ. Diana Nyad, урожд. Диана Уинслоу Снид, англ. Diana Winslow Sneed; род. 22 августа 1949, Нью-Йорк) — американская пловчиха-марафонка и журналистка. Чемпионка Всемирной профессиональной ассоциации марафонского плавания (1974). Известна достижениями на сверхдальних дистанциях плавания, устанавливала рекорды скорости в заплывах вокруг острова Манхэттен, на дистанциях Капри — Неаполь, Санта-Фе — Коронда и рекорд дальности океанского заплыва (Северный Бимини — Джуно-Бич (Флорида), 1979). В возрасте 64 лет преодолела вплавь расстояние в 102 мили (164 км) по Флоридскому проливу между Гаваной и Ки-Уэстом (Флорида). Член Международного зала славы марафонского плавания (1978) и Международного зала женской спортивной славы (2006).

## Биография
Родилась в 1949 году в Нью-Йорке как Диана Уинслоу Снид. После того как мать Дианы вышла замуж во второй раз, девочка взяла фамилию отчима — Найэд. Росла в основном во Флориде, начала участвовать в соревнованиях по плаванию в 10 лет. Во время учёбы в гимназии «Пайн Крест» (Форт-Лодердейл) выиграла чемпионат Флориды на дистанциях 100 и 200 м вольным стилем. Мечтала о попадании в сборную США на Олимпийских играх 1968 года, но заразилась вирусным эндокардитом и после выздоровления не восстановила прежнюю форму на коротких дистанциях.
С 1970 по 1973 год училась в Форест-Лейк-колледже в Иллинойсе, который окончила со степенью по английскому и французскому языкам. В колледже возобновила занятия плаванием, переключившись на марафонские дистанции. В июле 1970 года приняла участие в массовом заплыве на 10 миль (16 км) по озеру Онтарио и установила новый рекорд среди женщин на этой дистанции (4 часа 23 минуты).
В 1974—1975 годах показала в марафонском плавании ряд результатов мирового уровня. В 1974 году выиграла регулярный заплыв Капри — Неаполь, установив на дистанции 36 км новый женский рекорд (8 часов 11 минут — на 43 минуты лучше предыдущего рекорда дистанции, установленного в 1970 году Юдит де Нейс). Рекорд Найэд оставался непревзойдённым до 1987 года. Первой из женщин преодолела вплавь дистанцию в 57 км между Санта-Фе и Корондой (Аргентина); показанный Найэд результат (8 часов 22 минуты) оставался женским рекордом на этой дистанции до 1990 года. В том же году выиграла чемпионат Всемирной профессиональной ассоциации марафонского плавания. В 1975 году, впервые за почти 20 лет, совершила заплыв вокруг острова Манхэттен, завершив дистанцию за 7 часов 57 минут. Этот результат был на 42 минуты лучше предыдущего рекорда дистанции, установленного в 1930 году Биллом Голлом. Рекорд Найэд был побит в 1982 году.
В дальнейшем Найэд стала первой, кто переплыл озеро Онтарио с севера на юг, преодолев дистанцию за 18 часов 20 минут. В 1979 году проплыла от Северного Бимини (Багамские Острова) до Джуно-Бич (Флорида). Этот заплыв (145 км и 27 часов 41 минута или 164 км и 27 часов 30 минут) стал рекордным по преодолённому в открытом океане расстоянию для своего времени. В 1978 году предприняла попытку преодолеть вплавь Флоридский пролив между Флоридой и Кубой. В силу особенностей этих вод, достаточно тёплых для акул, заплыв совершался в сопровождении защитной клетки, но бурное море не позволило спортсменке окончить дистанцию.
Достигнув 30 лет, Найэд рассталась с марафонским плаванием и сосредоточилась на журналистской карьере. Как спортивный комментатор она вела передачу ABC «Wide World of Sports», а позже вела программу «The Crusaders», посвящённую борьбе с сексуальным насилием, на NBC News. В 1978 году вышла её книга «Другие берега» (англ. Other Shores). В том же году её имя было включено в списки Международного зала славы марафонского плавания, а в 2006 году — в списки Международного зала женской спортивной славы.

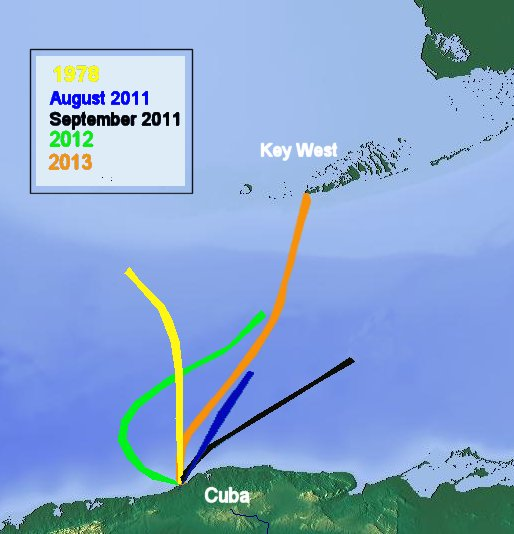
Схема маршрутов заплывов Найэд через Флоридский пролив

Однако в XXI веке при поддержке подруги Бонни Столл, вызвавшейся её тренировать, Найэд вернулась к планам переплыть Флоридский пролив. На этот раз она приняла решение плыть без клетки, вместо этого рассчитывая на другие средства для отпугивания акул. Первые две попытки, предпринятые в 2011 году, окончились неудачей. В августе, после 29 часов в воде, спортсменке пришлось отказаться от продолжения заплыва из-за приступа астмы. В конце сентября заплыв продолжался 40 часов, но был прекращён из-за болей, которые испытывала Найэд от стрекательных ожогов, полученных при столкновении с кубомедузами. В августе 2012 года заплыв был прекращён после 60 часов в воде из-за грозы.
Очередную попытку преодолеть Флоридский пролив спортсменка предприняла в августе 2013 года. Этот заплыв, стартовавший 31 августа из акватории яхт-клуба «Хемингуэй» в Гаване, сопровождала команда из 40 человек, в том числе дайверы, отпугивающие акул; этой же цели служили ультразвуковые динамики, установленные на сопровождавших пловчиху судах. Для защиты от медуз Найэд использовала специальный костюм и силиконовую маску. Заплыв продолжался 52 часа 54 минуты и успешно завершился на пляже Смэтерс в Ки-Уэсте (Флорида).
Найэд стала третьим человеком и второй женщиной, преодолевшей вплавь Флоридский пролив, и первой, кто сделал это без защитной клетки. Её достижение было включено в Книгу рекордов Гиннесса, она также была избрана членом Национального зала спортивной славы геев и лесбиянок. Уже в 2013 году вышел документальный фильм «Другой берег», посвящённый этому заплыву, а в 2015 году Найэд выпустила на эту же тему книгу «Найди путь» (англ. Find a Way).
Обстоятельства заплыва, однако, оставались темой споров. Найэд претендовала на то, чтобы считаться первым человеком, который переплыл Флоридский пролив без помощи (англ. unassisted swim). Тем не менее с самого начала возникли сомнения, что её результат был достигнут в соответствии с критериями преодоления вплавь Ла-Манша — единственными правилами, действовавшими в марафонском плавании на момент совершения заплыва. Ставились вопросы о том, почему отдельные отрезки дистанции Найэд проплывала со вдвое большей скоростью, чем другие, и как она по многу часов обходилась без питания. Спортсменка объясняла первое попутными турбулентными течениями, которые формирует Гольфстрим, а второе — использованием электролитных растворов, которые пила в воде, будучи слишком утомлённой, чтобы есть твёрдую пищу. Она также оспаривала применимость правил, установленных для условий Ла-Манша, для вод Флоридского пролива, изобилующих акулами и кубомедузами. В то же время позже она сама признала, что члены её команды помогали ей застегнуть защитный костюм сзади на шее, а также наносили водоотталкивающую ланолиновую мазь на рубцы, образующиеся из-за долгого воздействия солёной воды. Последнее она объясняла необходимостью избежать обильного кровотечения, которое могло привлечь акул. Оставались также вопросы к документации заплыва, в которой отсутствовали официальные записи на протяжении более 9 (по другим данным, 5,5) часов.
Существуют точки зрения, согласно которым достижение Найэд следует зафиксировать как заплыв с посторонней помощью (англ. assisted swim) или как заплыв-приключение (англ. adventure swim), но ни одна из них не является консенсусной. В рамках долгого расследования со стороны Всемирной ассоциации плавания на открытой воде не было найдено убедительных доказательств того, что Найэд покидала воду для отдыха на борту или что ей помогал двигаться вперёд кто-то из членов команды. Однако ассоциация не ратифицировала её достижение официально, оно было также исключено из Книги рекордов Гиннесса.
В 2023 году на экраны вышел художественный биографический фильм «Найэд» (англ. Nyad), события которого в основном развиваются вокруг заплывов главной героини через Флоридский пролив. Её роль сыграла Аннетт Бенинг, а роль её подруги и тренера Бонни Столл — Джоди Фостер. Выход фильма привёл к возобновлению дискуссии вокруг достижения Найэд.